# 7925 Shelus
A 7925 Shelus (ideiglenes jelöléssel 1986 RX2) a Naprendszer kisbolygóövében található aszteroida. Edward L. G. Bowell fedezte fel 1986. szeptember 6-án.